# Георгиадиева къща
Георгиадиевата къща (на гръцки: Οικία Γεωργιάδη) е къща в град Лерин, Гърция.

## Местоположение
Къщата е разположена на кръстовището на улиците „Меглос Александрос“ и „Науса“ № 4.

## История
Построена е в 1930 година и е собственост на Е. Георгиадис.
В 1985 година е къщата обявена за паметник на културата като „един от най-забележителните представители на ар деко архитектурата в междувоенния период на града“.

## Архитектура
Сградата е на два етажа и е с керемиден покрив. На приземния етаж е имало аптека, а днес се помещава Общинската библиотека. На горния етаж е била жилищната част. На първия етаж има вътрешно стълбище, а сервизните помещения и стаите са организирани около две основни помещения. Приземният и първият етаж са отделени с голяма козирка, а на първия етаж към ъгъла на „Мегас Александрос“ и „Науса“ има издадена полукръгла част. Линейните рамки подчертават подовите отвори, докато плоските корнизи на различни височини, леко вариращи спрямо съответната конфигурация на изградения парапет на покрива по отношение на височината, определят завършека на сградата.